# Transmageddon
Transmageddon est un transcodeur open source conçu pour convertir des fichiers audio et/ou vidéo dans une grande variété de formats ; il permet également le rip de DVD Vidéos.
En sortie sont disponibles (dans la version 1.1) :
- les formats Ogg, Matroska, AVI, MPEG PS, MPEG TS, AVCHD/BD, FLV, Quicktime, MPEG4, 3GP, MXF, ASF et WebM.
- de très nombreux codecs : FLAC, MP3, MPEG-4 Partie 3 (AAC, pour Advanced Audio Coding), Vorbis, AC-3, Windows Media Audio 8, etc. pour le son ; MPEG-2, MPEG-4 partie 2 (ASP, pour Advanced Simple Profile) alias Xvid, MPEG-4 partie 10 (AVC, pour Advanced Video Codec) alias H.264, Theora, VP8, VP9, Windows Media Video 8, Dirac, etc. pour la vidéo.

Il s'agit d'un logiciel écrit en Python et basé sur la bibliothèque multimédia GStreamer. 
Les fichiers de configuration des profils de codage sont au format XML. Il est possible d'ajouter de nouveaux profils en plaçant les fichiers créés dans le répertoire /home/votre_nom_d'utilisateur/.config/transmageddon,.

## Historique du développement
Le développement du logiciel a commencé le 21 mars 2009.
La version 0.23, publiée le 15 septembre 2012, marque le passage à GTK+3 et GStreamer 1.
La version 0.24, publiée le 29 septembre 2012, marque le passage à Python 3.
La version 1.0, sortie le 1er avril 2014, est dotée d'une nouvelle interface et offre la prise en charge des pistes audio multiples ainsi que du rip de DVD vidéos.